# We Know You Suck
We Know You Suck è una raccolta del gruppo skate punk statunitense JFA, pubblicata nel 2003 dalla Alternative Tentacles.

## Tracce
1. Out of School - 1:32
2. JFA - 1:17
3. Do the Hannigan - 0:22
4. Count - 0:07
5. Beach Blanket Bongout - 3:01
6. Cokes & Snickers - 0:49
7. Kick You - 1:33
8. Great Equalizer - 1:46
9. Preppy - 1:14
10. Little Big Man - 1:34
11. Johnny D. - 2:18
12. Walk, Don't Run - 2:15
13. I Don't Like You - 1:08
14. Baja - 2:42
15. Skateboard - 0:43
16. We Know You Suck - 0:43
17. Too Late - 0:56
18. Sadistic Release - 0:47
19. Axed at Howard's - 1:02
20. I-10 - 1:16
21. Guess What? - 1:27
22. Bouncer - 1:15
23. Middle America - 0:37
24. Lowrider - 2:14
25. Out of School - 1:43 (Live)
26. Great Equalizer - 1:57 (Boomer Version)
27. Skateboard - 0:55 (live)
28. Preppy - 1:12 (Topsider Version)
29. Standin' on the Verge  - 2:09 (live)
30. Teen Idol - 0:35
31. Johnny D. - 2:10 (live)
32. Charlie Brown - 1:22 (Schroeder Version)
33. Do the Hannigan - 0:23 (live)

## Crediti[2]
- Brian Brannon - voce, pianoforte, design, fotografia
- Don Redondo - chitarra, fotografia
- Bruce K. Taylor - basso
- Michael Cornelius - basso
- Trace Element - batteria
- Ed Colver - foto di copertina
- JFA - produttore
- Tony Victor - produttore esecutivo